# Dent & Co.

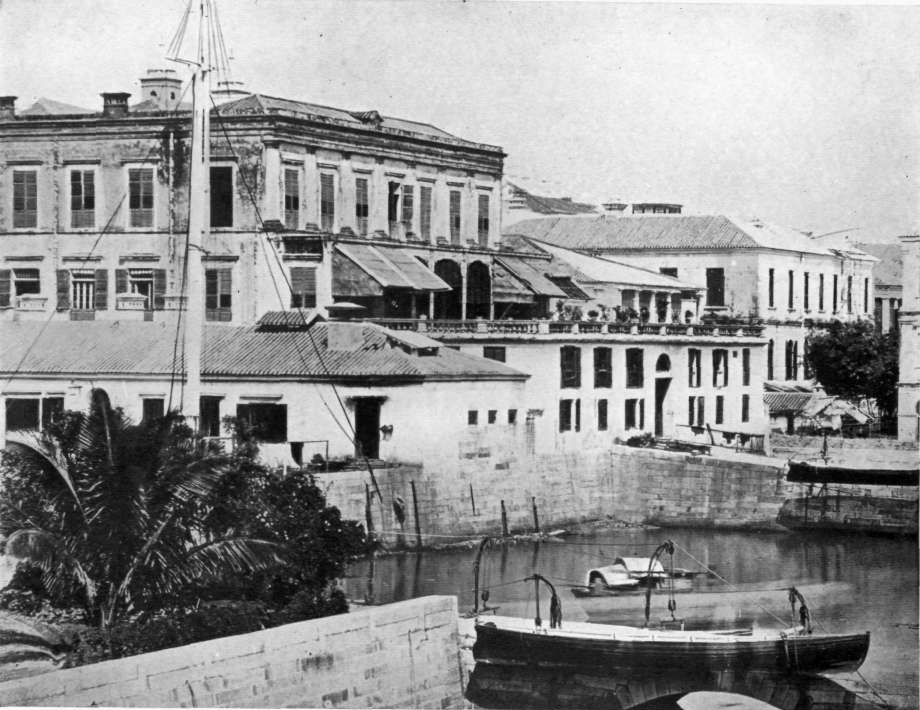
Geschäftshaus von Dent & Co., ca. 1858

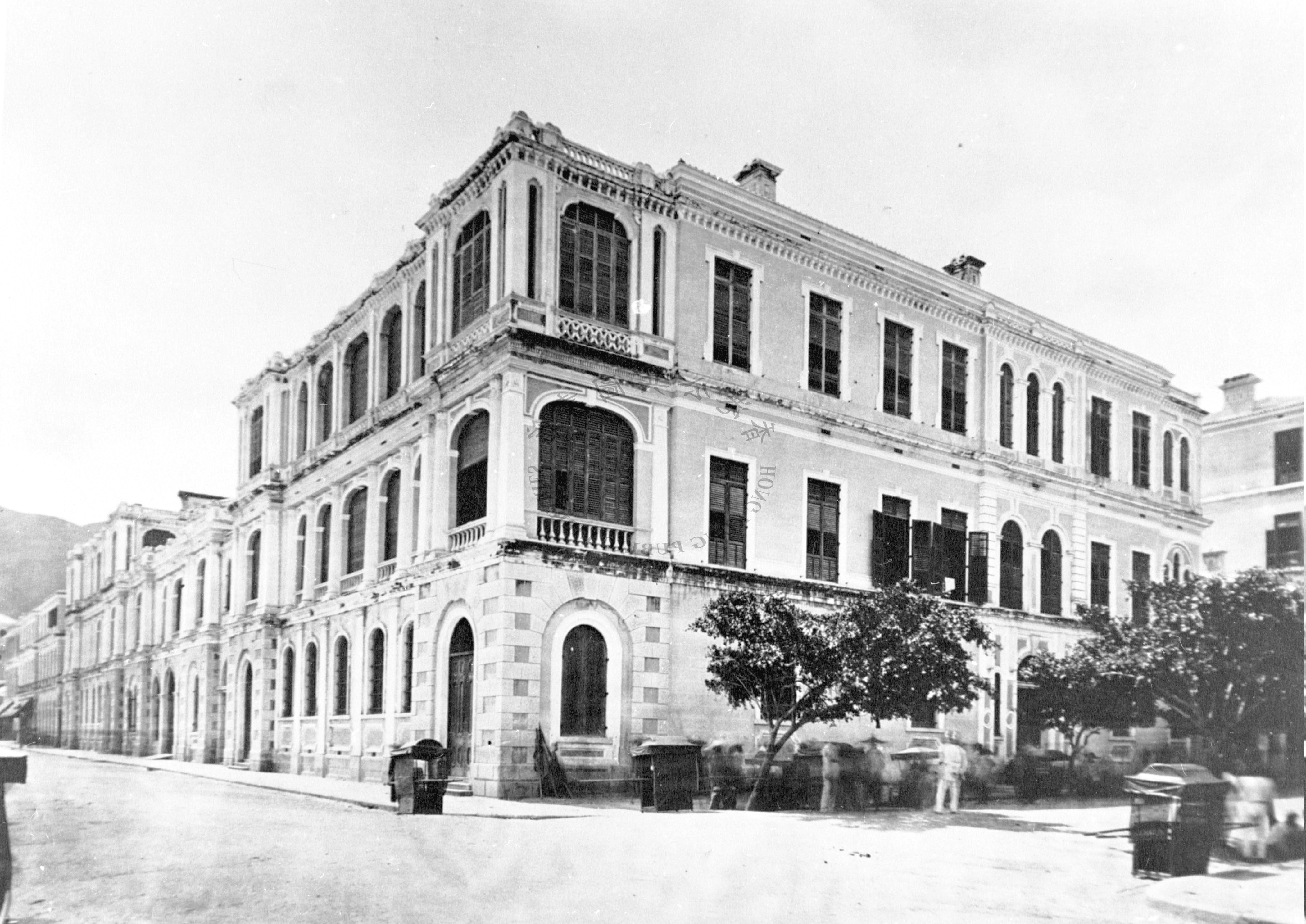
Geschäftshaus von Dent & Co., ca. 1869

Dent & Co. (chinesisch 寶順行) auch Dent's genannt, war eines der wohlhabendsten britischen Handelshäuser (auch hong genannt), die im China des 19. Jahrhunderts aktiv waren. Die Firma war ein direkter Konkurrent von Jardine, Matheson & Co. Zusammen mit Russell & Co. wurden diese drei Handelshäuser als die ursprünglichen Kanton-Gesellschaften des frühen kolonialen Hongkongs bekannt.

## Geschichte
Thomas Dent (1796–1872) ließ sich 1823 in Kanton nieder und schloss sich Davidson & Co als Partner an. Davidson verließ die Firma 1824 und das Unternehmen nannte sich fortan „Dent & Co.“ Gehandelt wurde vor allem mit Tee, Seide, Indigo und Opium. 1826 trat sein Bruder Lancelot Dent (1799–1853) dem Unternehmen bei. Er folgte Thomas in der Unternehmensführung nach, als dieser das Handelshaus 1831 verließ. Lin Zexu's Anordnung für die Verhaftung von Dent im Jahre 1839 mit dem Ziel, ihn zur Übergabe seiner Opiumspeicher zu zwingen, waren der Auftakt der Opiumkriege.
Mit Thomas Chaye Beale als Partner firmierte das Unternehmen ab 1845 als „Dent, Beale & Co.“ Nachdem Beale das Unternehmen im Jahr 1857 verlassen hatte, kehrte man zum alten Namen „Dent & Co.“ zurück.
1841 verlegte Dent seine Zentrale nach Victoria City. Er gehörte damit zu den ersten Unternehmen in Hong Kong, die im Rahmen des Stadtentwicklungsprogramm im Central District Land kauften. Dent war auch einer der allerersten Händler, die Büros in Shanghai eröffneten, als die Stadt 1843 für den weltweiten Handel geöffnet wurde. Seine Geschäftsräume befanden sich in der Adresse 14, The Bund, und von dort aus startete das Engagement des Unternehmens im internationalen Seide- und Teehandel.
Weitere Niederlassungen von Dent's befanden sich in 35 Grosvenor Square, London und Foo Chow Foo, China.
Dent gehörte zu den Gründungsmitgliedern des vorläufigen Ausschusses, der die Hongkong and Shanghai Banking Corporation Limited im März 1865 ins Leben rief. Francis Chomley von Dent & Co. übernahm den Vorsitz beim ersten Treffen des vorläufigen Ausschusses am 6. August 1864.
Am 11. Mai 1866 geriet die Finanzwelt durch den Bankrott von Overend, Gurney and Co. Limited, einer Diskontbank in der Lombard Street in London, in eine Krise. Die Panik in der Londoner City löste einen Ansturm auf eine Vielzahl von Banken aus, was wiederum zum Zusammenbrechen vieler anderer Unternehmen führte. In der Folge dieser Ereignisse war Dent gezwungen, sein Geschäftsbetrieb in Hong Kong einzustellen. Sein Konkurrent Jardine's entging der Katastrophe, weil das Unternehmen frühzeitig benachrichtigt wurde – sein Postdampfer, der Nachrichten aus Kalkutta mitbrachte, kam eine Stunde vor den anderen Schiffen an – und seine Guthaben von einer Pleitebank abzog, bevor irgendjemand sonst in Hong Kong Kenntnis von der Krise erlangte.
Dent & Co. hingegen beendete den Geschäftsbetrieb in Hongkong Jahr 1867. Seine nach Shanghai verlegte Zentrale brach kurze Zeit später ebenfalls zusammen. Am 8. Mai 1867 schlug Dent's seinen Kreditgebern vor, die ausstehenden Verbindlichkeiten innerhalb von zweieinhalb Jahren, beginnend mit dem 30. Juni 1867, zu begleichen und zwar auf Basis einer 12,5:1 Regelung. Das Angebot wurde akzeptiert.
Dent & Co. wurde kurz darauf als Dent Brothers mit Sitz in London und Shanghai von Thomas Dents Söhnen Alfred und Edward neugegründet.

## Geschäftsräume
An der Ecke Pedder Street und dem am Hafen gelegenen Praya Central – dort wo heute der Büro- und Shopping-Komplex The Landmark liegt – befanden sich das Geschäftshaus von Dents. Das erste Gebäude wurde 1850 errichtet und 1864 komplett umgebaut.
Nach dem Zusammenbruch von Dent & Co. wurde die Hälfte der Immobilie an der Pedder Street der neugegründeten Hongkong Hotel Company verkauft. Das darin eingerichtete Hotel wurde Hongkong's erstes Luxushotel. In den verbliebenen Teil des Westflügels zogen andere Handelsfirmen. Das Hotel wurde in nördliche Richtung erweitert und 1893 zu einem sechsgeschossigen Gebäude umgebaut. 1926 fiel es einem Brand zum Opfer.
Das Gelände wurde von Hongkong Land gekauft und 1932 wurde dort der Gloucester Tower errichtet. 1979 wurde dort der Komplex The Landmark errichtet.